# Tortuguero Chico
Tortuguero Chico är en ort i Mexiko.   Den ligger i kommunen Minatitlán och delstaten Veracruz, i den sydöstra delen av landet, 500 km öster om huvudstaden Mexico City. Tortuguero Chico ligger 18 meter över havet och antalet invånare är 162.
Terrängen runt Tortuguero Chico är platt. Runt Tortuguero Chico är det ganska glesbefolkat, med 29 invånare per kvadratkilometer. Närmaste större samhälle är Hidalgotitlán, 18,6 km nordväst om Tortuguero Chico. Omgivningarna runt Tortuguero Chico är en mosaik av jordbruksmark och naturlig växtlighet.